# بطولة اتحاد غرب آسيا لكرة القدم 2019
بطولة اتحاد غرب آسيا لكرة القدم 2019، وتسمى أيضًا بطولة آسياسيل لاتحاد غرب آسيا بسبب رعاية آسياسيل، هي النسخة التاسعة من بطولة اتحاد غرب آسيا لكرة القدم، وهي بطولة دولية للدول الأعضاء في اتحاد غرب آسيا لكرة القدم. استضيفت البطولة في العراق للمرة الأولى في مدينتي أربيل وكربلاء.
كان من المفترض أن تُقام البطولة في الفترة من 8 إلى 17 ديسمبر 2017 في عمان، الأردن، ولكن تم تأجيلها إلى تاريخ لاحق، ثم انتقلت بعد ذلك إلى العراق في 21 مايو 2018. وكان من المقرر أن تجري في نوفمبر 2018، لكنها تأجلت مرة أخرى إلى يوليو–أغسطس 2019.
شارك جميع أعضاء الاتحاد، باستثناء حامل اللقب قطر وعمان والإمارات العربية المتحدة، في المسابقة. من بين الفرق التسعة، ظهر سبعة في البطولة السابقة في عام 2014.

## الفرق

### المشاركون
إجمالي تسع فرق ستشارك في المنافسة. وافق جميع أعضاء اتحاد غرب آسيا لكرة القدم، بخلاف عمان وقطر والإمارات العربية المتحدة، على المشاركة في البطولة.
| الفريق   | الظهور | أفضل أداء سابق  |
| -------- | ------ | --------------- |
| البحرين  | الرابع | المركز الرابع   |
| العراق   | الثامن | الفائز          |
| الأردن   | التاسع | الوصيف          |
| الكويت   | الرابع | الفائز          |
| لبنان    | السابع | مرحلة المجموعات |
| فلسطين   | التاسع | مرحلة المجموعات |
| السعودية | الثاني | مرحلة المجموعات |
| سوريا    | الثامن | الفائز          |
| اليمن    | الثالث | نصف النهائي     |

### القرعة
تم توزيع الفرق في 26 يونيو 2019 في أربيل وفقًا لطلباتهم. تم سحب الفرق التسعة إلى مجموعتين: المجموعة ألف مع 5 فرق والمجموعة باء مع 4. في حين كان من المقرر عقد القرعة بين 18 و20 يوليو 2019، طلبت بعض الفرق من اللجنة المنظمة اللعب في أربيل، وبالتالي وضعها في المجموعة باء، مع وضع بقية الفرق في المجموعة ألف للعب في كربلاء. الفائزان بالمجموعات يتقدمان مباشرة إلى النهائي.
تم عقد القرعة لمواعيد المجموعات في 20 يوليو 2019 في مقر الاتحاد العراقي لكرة القدم في بغداد.

## التحكيم
| الحكام - واثق محمد (العراق) - محمد النوري (العراق) - محمد عرفة (الأردن) - تركي الخضير (السعودية) - علي السماهيجي (البحرين) - سعد خليفة (الكويت) - وسام ربيع (سوريا) - محمد عيسى (لبنان) - سامح القصاص (فلسطين) - محمود المجرفي (عمان) - هيثم الوليدي (اليمن) | الحكام المساعدين - مؤيد محمد علي (العراق) - جهاد داود (العراق) - محمود أبو ظاهر (الأردن) - خلف الشمري (السعودية) - صلاح جناحي (البحرين) - حمود الساحلي (الكويت) - عبد الله كنعان (سوريا) - علي مقداد (لبنان) - أمين شعبان حلبي (فلسطين) - حمد الغافري (عمان) - علي الحسني (اليمن) |

## الأماكن
| كربلاء أربيلبطولة اتحاد غرب آسيا لكرة القدم 2019 (العراق) | كربلاء             | أربيل             |
| كربلاء أربيلبطولة اتحاد غرب آسيا لكرة القدم 2019 (العراق) | ملعب كربلاء الدولي | ملعب فرانسو حريري |
| كربلاء أربيلبطولة اتحاد غرب آسيا لكرة القدم 2019 (العراق) | السعة: 30,000      | السعة: 20,000     |
| كربلاء أربيلبطولة اتحاد غرب آسيا لكرة القدم 2019 (العراق) |                    |                   |

## مرحلة المجموعات

### المجموعة ألف
| م | الفريق     | لعب | ف | ت | خ | أ.له | أ.ع | أ.ف | نقاط | التأهل            |
| - | ---------- | --- | - | - | - | ---- | --- | --- | ---- | ----------------- |
| 1 | العراق (H) | 4   | 3 | 1 | 0 | 5    | 2   | +3  | 10   | يتقدم إلى النهائي |
| 2 | فلسطين     | 4   | 2 | 1 | 1 | 6    | 5   | +1  | 7    |                   |
| 3 | اليمن      | 4   | 1 | 1 | 2 | 4    | 5   | −1  | 4    |                   |
| 4 | لبنان      | 4   | 1 | 1 | 2 | 3    | 4   | −1  | 4    |                   |
| 5 | سوريا      | 4   | 0 | 2 | 2 | 5    | 7   | −2  | 2    |                   |

| العراق  | 1–0   | لبنان |
| ------- | ----- | ----- |
| علي 58' | تقرير |       |

| اليمن | 0–1   | فلسطين   |
| ----- | ----- | -------- |
|       | تقرير | حميد 26' |

| فلسطين              | 1–2   | العراق                            |
| ------------------- | ----- | --------------------------------- |
| - البطران 3' (ركل.) | تقرير | - عبد الرحيم 22' - علي 83' (ركل.) |

| لبنان                  | 2–1   | سوريا        |
| ---------------------- | ----- | ------------ |
| - مطر 81' - موني 90+1' | تقرير | - الدوني 48' |

| سوريا        | 1–1   | اليمن         |
| ------------ | ----- | ------------- |
| - الخطيب 61' | تقرير | - قراوي 45+2' |

| لبنان | 0–0   | فلسطين |
| ----- | ----- | ------ |
|       | تقرير |        |

| اليمن                             | 2–1   | لبنان      |
| --------------------------------- | ----- | ---------- |
| - منصور 43' - المطري 45+1' (ركل.) | تقرير | - قدوح 26' |

| سوريا | 0–0   | العراق |
| ----- | ----- | ------ |
|       | تقرير |        |

| فلسطين                                               | 4–3 | سوريا                                           |
| ---------------------------------------------------- | --- | ----------------------------------------------- |
| - البطران 45+4' - الدباغ 60' (ركل.)، 61' - يامين 89' |     | - المبيض 3' - الخطيب 66' (ركل.) - مارديكيان 73' |

| العراق                      | 2–1 | اليمن        |
| --------------------------- | --- | ------------ |
| - علي 26' - بايش 31' (ركل.) |     | - المطري 90' |

### المجموعة باء
| م | الفريق   | لعب | ف | ت | خ | أ.له | أ.ع | أ.ف | نقاط | التأهل            |
| - | -------- | --- | - | - | - | ---- | --- | --- | ---- | ----------------- |
| 1 | البحرين  | 3   | 2 | 1 | 0 | 2    | 0   | +2  | 7    | يتقدم إلى النهائي |
| 2 | الأردن   | 3   | 1 | 1 | 1 | 4    | 2   | +2  | 4    |                   |
| 3 | الكويت   | 3   | 1 | 1 | 1 | 3    | 3   | 0   | 4    |                   |
| 4 | السعودية | 3   | 0 | 1 | 2 | 1    | 5   | −4  | 1    |                   |

| الأردن | 0–1   | البحرين          |
| ------ | ----- | ---------------- |
|        | تقرير | - عبد اللطيف 69' |

| السعودية     | 1–2   | الكويت                         |
| ------------ | ----- | ------------------------------ |
| - سفياني 13' | تقرير | - الموسوي 25' (ركل.) - عجب 67' |

| البحرين | 0–0   | السعودية |
| ------- | ----- | -------- |
|         | تقرير |          |

| الكويت           | 1–1   | الأردن           |
| ---------------- | ----- | ---------------- |
| - زايد 3' (ركل.) | تقرير | - العجالين 90+4' |

| الأردن                                             | 3–0 | السعودية |
| -------------------------------------------------- | --- | -------- |
| - مرجان 59' - الرواشدة 90+3' - شلباية 90+9' (ركل.) |     |          |

| الكويت | 0–1   | البحرين          |
| ------ | ----- | ---------------- |
|        | تقرير | - عبد اللطيف 80' |

## النهائي
| العراق | 0–1   | البحرين   |
| ------ | ----- | --------- |
|        | تقرير | عيسى موسى |

## الإحصاءات

### الهدافون
عدد الأهداف المُسجلة  33 هدفًا  في 16 مباراة، بمتوسط 2.06 هدفًا في المباراة الواحدة. اللاعبين البارزين بالخط الداكن لا يزالون نشطون في المنافسة.
3 أهداف
- حسين علي جاسم

هدفان
- إسماعيل عبد اللطيف
- إسلام البطران
- عدي الدباغ
- فراس الخطيب

هدف
- مهند عبد الرحيم
- ابراهيم بايش
- سالم العجالين
- يوسف الرواشدة
- سعيد مرجان
- فراس شلباية
- فيصل عجب
- حسين الموسوي
- فيصل زايد
- محمد قدوح
- نادر مطر
- حسن شعيتو
- ياسر حمد
- محمد يامين
- ربيع سفياني
- أحمد الدوني
- مارديك مارديكيان
- خالد المبيض
- عبد الواسع المطري
- عماد منصور
- محسن قراوي
- عيسى موسى

## وصلات خارجية
- الموقع الرسمي